# Валя-Поєній (Горж)
Валя-Поєній (рум. Valea Poienii) — село у повіті Горж в Румунії. Входить до складу комуни Самарінешть.
Село розташоване на відстані 243 км на захід від Бухареста, 36 км на південний захід від Тиргу-Жіу, 76 км на північний захід від Крайови.

## Населення
За даними перепису населення 2002 року у селі проживала 171 особа, усі — румуни. Усі жителі села рідною мовою назвали румунську.